# La pequeña Jerusalén
La pequeña Jerusalén (del francés: La Petite Jérusalem) es una película dramática francesa de 2005, dirigida por Karin Albou. Se centra en una estudiante de filosofía que se cuestiona las tradiciones de su familia judía ortodoxa, que habita en un suburbio de París, a donde es trasplantado el conflicto árabe-israelí.

## Reparto
- Fanny Valette como Laura.
- Elsa Zylberstein como Mathilde, la hermana de Laura.
- Bruno Todeschini como Ariel, el esposo de Mathilde.
- Hédi Tillette de Clermont-Tonerre como Djamel.
- Sonia Tahar como la madre de Laura y Mathilde.
- Michaël Cohen como Eric, un estudiante amigo de Laura.
- Aurore Clément como la mujer del mikva.
- François Marthouret como el profesor de filosofía.
- Saïda Bekkouche como la tía de Djamel.
- Salah Teskouk como el tío de Djamel.